# Henri Michel
Henri Michel (28. října 1947 Aix-en-Provence – 24. dubna 2018 Aix-en-Provence) byl francouzský fotbalista a trenér. S klubem FC Nantes vyhrál Ligue 1 v letech 1973, 1977 a 1980 a francouzský fotbalový pohár 1979. Reprezentoval Francii v 58 mezistátních zápasech, zúčastnil se mistrovství světa ve fotbale 1978. Jako trenér vyhrál s francouzským týmem olympijský turnaj 1984. Vedl Francii na mistrovství světa ve fotbale 1986, Kamerun na mistrovství světa ve fotbale 1994, Maroko na mistrovství světa ve fotbale 1998 a Pobřeží slonoviny na mistrovství světa ve fotbale 2006. S klubem Raja Casablanca vyhrál Pohár CAF v roce 2003.